# Трамвай на шинах

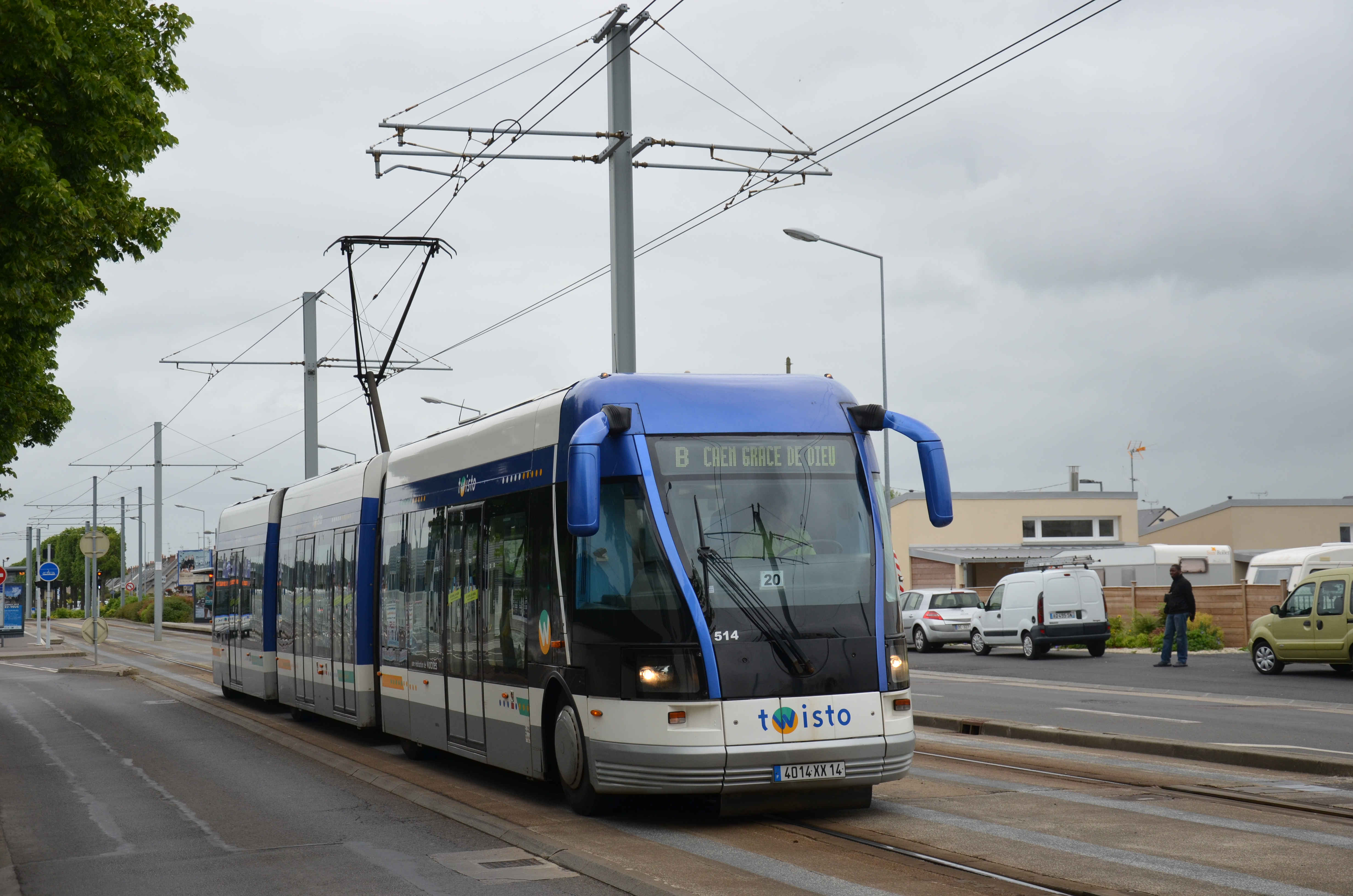
Трамвай на шинах в Кане, Франция

Трамвай на шинах (калька с фр. tramway sur pneus, tram sur pneus) — вид городского общественного транспорта, совмещающий свойства шпурбуса, троллейбуса и трамвая. В настоящее время линии трамвая на шинах открыты во Франции (Нанси, Кан, Клермон-Ферран, пригороды Парижа), в Китае (Тяньцзинь и Шанхай), Италии (Падуя, континентальная часть Венеции) и Колумбия (Медельине). Предлагалось строительство линий в итальянской Л’Акуиле, в Казахстане (Алма-Ате и Астане), России (Ярославль), США (Лас-Вегас), но все эти проекты были отменены.

## Описание
Как следует из названия, «трамвай на шинах», в отличие от традиционного трамвая, не нуждается в классическом рельсовом пути, однако является направляемым видом транспорта. Для этого используется проложенный в середине предназначенной трамваю полосы направляющий рельс, сходный с точки зрения городской среды с обычным трамвайным, или оптическая система (некоторые специалисты в области транспорта отказывают оптически-направляемым системам в праве называться «трамваем на шинах»; производители указывают, что такие системы отличаются от шпурбуса тем, что при сохранении преимуществ направляемого движения так же хорошо вписываются в городскую среду, как и рельсовые системы или трамвай).
На практике конкурируют две несовместимые системы: с направляющим рельсом — компаний «Бомбардье» (англ. GLT, Guided Light Transit, Направляемый лёгкий транспорт) и «Транслор», и оптическая система компании «Irisbus» (группа «Iveco») — «Сивис» для автобусов и «Кристалис» для троллейбусов.
Система «Бомбардье» допускает движение в ненаправляемом режиме. Последняя возможность используется в Нанси, где на окраине города, а также в депо, вагоны движутся как обычный троллейбус, и лишь въезжая в стеснённый центр города, переходят в направляемый режим. Рельсовая система «Транслор» требует наличия направляющего рельса по всей сети.
Двигатель трамвая на шинах обычно электрический, но иногда и дизельный. При электрической тяге питание поступает от контактной сети — двухпроводной, как у троллейбуса (например, в Нанси), либо однопроводной, как у трамвая (например, в Кане); у этой сети вторым проводом служит направляющий рельс.

## Недостатки
Концепция трамвая на шинах была широко разрекламирована разработчиками. Утверждалось, что трамвай на шинах сохраняет все преимущества традиционного трамвая (экологичность, высокая провозная способность), но лишён его недостатков (прокладка выделенной полосы трамвая на шинах стоит дешевле строительства трамвайной линии такой же длины). Однако «детские болезни» нового вида транспорта пока не преодолены.
Проблемы в работе оптической направляющей системы TVG BOMBARDIER вынудили отказаться от неё в городе Кан —  транспортный совет города принял решение закрыть сеть трамвая на шинах и перестроить её в классический трамвай к 2018 году.
Вскоре после пуска в эксплуатацию первой коммерческой линии трамвая на шинах с рельсовой направляющей имели место несколько случаев «схода с рельс» (при этом даже были пострадавшие), система в течение нескольких месяцев не функционировала в связи с проводившейся доработкой, даже после завершения которой её работа вызывает нарекания.
Также выявлены и другие недостатки:
- Сильный неравномерный износ дорожного полотна, приводящий к образованию колеи;
- Чувствительность к дефектам дороги, из-за чего возможен сход с направляющего рельса;
- Обледенение, снег и посторонние предметы в жёлобе направляющего рельса могут сделать прохождение по этому участку вагона невозможным. Для традиционного трамвая подобные проблемы актуальны в гораздо меньшей степени;
- Сложность возвращения на путь вагона, сошедшего с направляющего рельса.

## Использование
В настоящее время «трамвай на шинах» работает в ряде французских городов: ,  Кане (с 2002 года, будет закрыт), Клермон-Ферране (с 2006 года), пригородах Парижа (с 2013 года); а также в Италии — в Падуе (с 2007 года) и Венеции (с 2010 года). В Нанси транспортные средства питаются от двухпроводной контактной сети, аналогичной троллейбусной, в Кане, Падуе и Венеции — от однопроводной (через пантограф), роль второго провода играет направляющий рельс.
Нансийский трамвай на шинах работал с 2000 по 2023 год и с 2024 года будет заменён на троллейбус.

## Трамбус

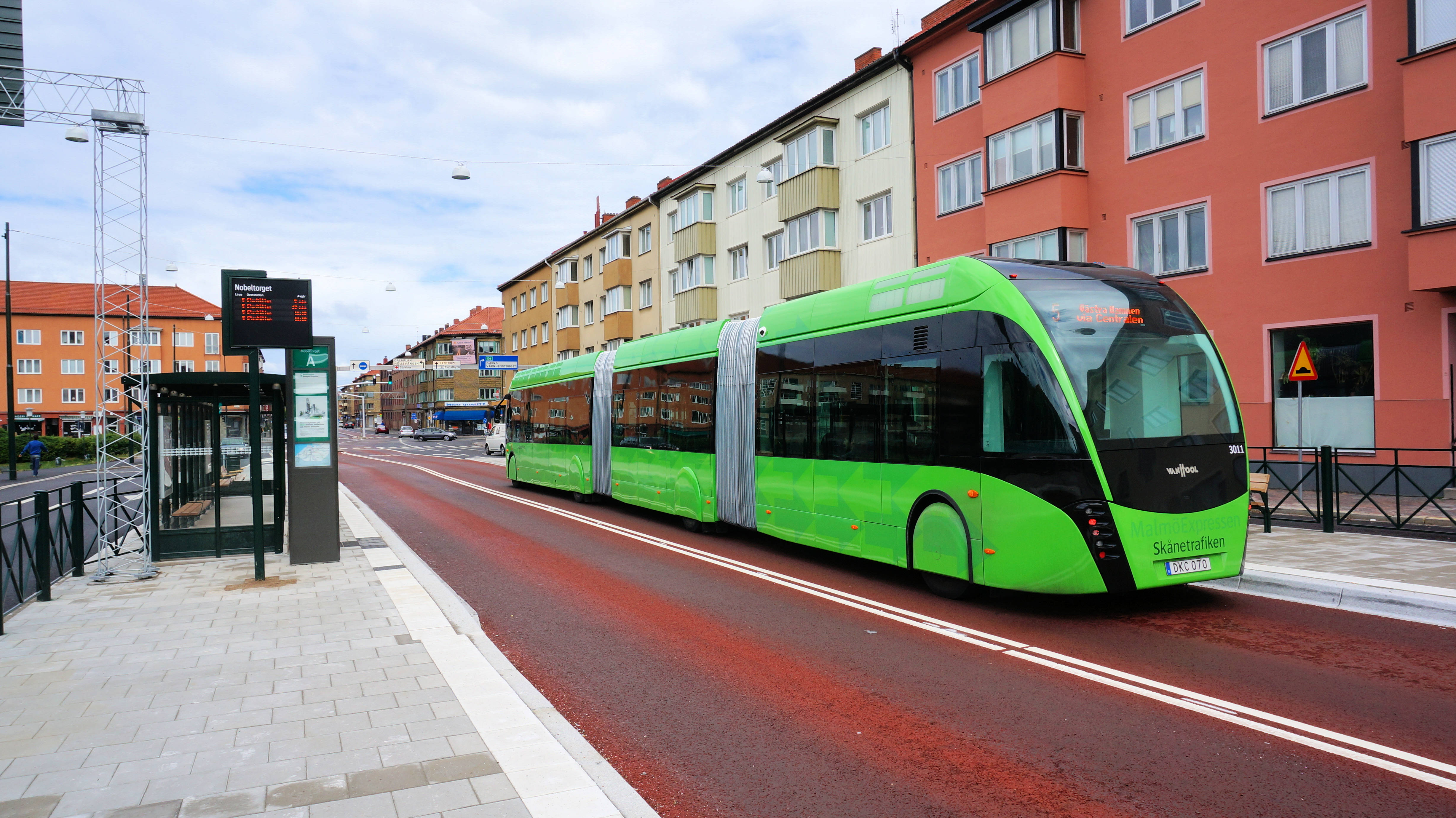
Трамбус в Мальмё (Швеция).

Автобус из корпуса трамвая.